# 15371 Steward
15371 Steward este un asteroid din centura principală de asteroizi.

## Descriere
15371 Steward este un asteroid din centura principală de asteroizi. A fost descoperit pe 15 septembrie 1996 la Kitt Peak National Observatory în cadrul proiectului Spacewatch. El prezintă o orbită caracterizată de o semiaxă mare de 3,00 ua, o excentricitate de 0,11 și o înclinație de 2,7° în raport cu ecliptica.